# Jurassic Punk
Jurassic Punk – trzeci album zespołu WC nagrany w okresie wrzesień–październik 2007 w Studio "Q" (Żeleźnica) i wydany w 2008 przez wytwórnię Jimmy Jazz Records.

## Lista utworów
1. "Epizod I"
2. "We śnie"
3. "Starsza Generacja"
4. "Pozycja"
5. "Agitator nr 1"
6. "Regulamin"
7. "Ballada o twoim ryju"
8. "Puste miejsce"
9. "Prezydent"
10. "Retoryczny"
11. "Jeszcze jedna rewolucja"
12. "Zsumienie"
13. "Kiss Me I'm Polish"
14. "A ty jesteś jednym z nich"
15. "Nie chcę jeszcze umierać"
16. "Grossvater (bonus)"

## Skład
- Jaromir Krajewski – wokal
- Leszek Weiss – dalszy wokal
- Piotr "Skoda" Skotnicki – gitara, dalszy wokal
- Paweł "Dmuchacz" Boguszewski – gitara basowa
- "Billy" – perkusja

Realizacja:
- Tom Horn – realizacja i postprodukcja
- Skodix – produkcja